# 达州钢琴博物馆
达州钢琴博物馆（英語：Dazhou Piano Museum）是一座位于四川省达州市的博物馆。馆长是叶浩。

## 历史
2005年开始筹建，2020年6月29日建成开馆，位于四川省达州市达川区休闲文化体育公园内，占地面积7,700平方米，总建筑面积26,000平方米，藏品包括300余台来自世界各国的珍贵古董钢琴，是目前世界占地面积最大、收藏数量最多的钢琴主题博物馆。

## 营业时间
- 周二至周日：早上十点至下午五点
- 周一闭馆